# Мідленд (Вашингтон)
Мідленд (англ. Midland) — переписна місцевість (CDP) в США, в окрузі Пірс штату Вашингтон. Населення — 9962 особи (2020).

## Географія
Мідленд розташований за координатами 47°10′24″ пн. ш. 122°24′43″ зх. д. / 47.17333° пн. ш. 122.41194° зх. д. (47.173402, -122.412024).  За даними Бюро перепису населення США в 2010 році переписна місцевість мала площу 7,87 км², уся площа — суходіл.

## Демографія
Згідно з переписом 2010 року, у переписній місцевості мешкали 8962 особи в 3227 домогосподарствах у складі 2137 родин. Густота населення становила 1139 осіб/км².  Було 3458 помешкань (440/км²).
Расовий склад населення:
| - 56,4 % — білих - 10,5 % — азіатів - 9,0 % — чорних або афроамериканців - 3,0 % — вихідців з тихоокеанських островів - 2,6 % — корінних американців - 11,0 % — осіб інших рас |

До двох чи більше рас належало 7,5 %. Частка іспаномовних становила 17,6 % від усіх жителів.
За віковим діапазоном населення розподілялося таким чином: 27,1 % — особи молодші 18 років, 62,5 % — особи у віці 18—64 років, 10,4 % — особи у віці 65 років та старші. Медіана віку мешканця становила 33,7 року. На 100 осіб жіночої статі у переписній місцевості припадало 94,6 чоловіків;  на 100 жінок у віці від 18 років та старших — 88,9 чоловіків також старших 18 років.
Середній дохід на одне домашнє господарство  становив 49 099 доларів США (медіана — 41 205), а середній дохід на одну сім'ю — 55 291 долар (медіана — 49 875). Медіана доходів становила 39 560 доларів для чоловіків та 33 976 доларів для жінок. За межею бідності перебувало 17,4 % осіб, у тому числі 22,2 % дітей у віці до 18 років та 9,8 % осіб у віці 65 років та старших.
Цивільне працевлаштоване населення становило 3544 особи. Основні галузі зайнятості: освіта, охорона здоров'я та соціальна допомога — 25,2 %, роздрібна торгівля — 11,3 %, публічна адміністрація — 9,7 %, виробництво — 9,7 %.